# Перри, Брэдли Стивен
Брэдли Стивен Перри (англ. Bradley Steven Perry; род. 23 ноября 1998 года, Таузанд-Окс) — американский актёр, наиболее известный по ролям Гейба Данкана в сериале Disney «Держись, Чарли!» и Роджера Эллистона в фильме-спин-оффе «Классного мюзикла» «Шикарное приключение Шарпей».

## Биография
Перри родился 23 ноября 1998 года в Южной Калифорнии вместе со своими родителями и тремя старшими сёстрами. Учился на домашнем обучении во время съёмок «Держись, Чарли!». В свободное время играл в бейсбольной команде. Перри является страстным поклонником New England Patriots.

## Карьера
В 2007 году Перри начал свою профессиональную актерскую карьеру в возрасте 8 лет с небольших ролей в фильмах «Выбор Коннора» и «Великолепный Макс». В следующем году он сделал свой телевизионный дебют в качестве приглашенной звезды в сериале «Без следа», в течение следующего года, Перри продолжал появляться в небольших ролях.
В 2010 году Перри получил главную роль в сериале «Держись, Чарли!». В сериале он играет умного и коварного Гейба. В 2011 году получил главную роль в фильме «Шикарное приключение Шарпей». 
В 2013 году Брэдли получил главную роль в сериале «Могучие медики» канала Disney XD.В 2015 году Перри начал играть роль Каза в сериале «Подопытные: Элитный отряд», премьера которого состоялась в марте 2016 года. В этом сериале он дебютировал как режиссер в эпизоде «Перевоплощение овец». 
16 ноября 2022 года Перри запустил подкаст под названием «Hit the Brake» (сейчас он называется «The Sit and Chat») с Джейком Шортом. 30 августа 2023 года на YouTube он запустил кулинарный сериал «Готовим с Брэдли».

## Личная жизнь
В 2014 году объявил об отношениях с певицей и актрисой Сабриной Карпентер. В 2015 году было объявлено о завершении их отношений.
В 2021 году Перри окончил Университет Южной Калифорнии.

## Фильмография
| Год       |     | Русское название               | Оригинальное название              | Роль                     |
| --------- | --- | ------------------------------ | ---------------------------------- | ------------------------ |
| 2007      | ф   | Выбор Коннора                  | Choose Connor                      | школьник                 |
| 2007      | кор | —                              | Magnificent Max                    | Джорджи Розенталь        |
| 2008      | с   | Без следа                      | Without a Trace                    | Чарли                    |
| 2009      | ф   | Так себе каникулы              | Old Dogs                           | футболист                |
| 2009      | ф   | —                              | Who Shot Mamba?                    | Дэвид                    |
| 2009      | ф   | День наоборот                  | Opposite Day                       | Охранник 39              |
| 2009      | ф   | Продавец                       | The Goods: Live Hard, Sell Hard    | маленький Дон Риди       |
| 2010      | ф   | Пикок                          | Peacock                            | маленький Джон Скилпа    |
| 2010—2014 | с   | Держись, Чарли!                | Good Luck Charlie                  | Гэбриэл «Гейб» Би Данкан |
| 2011      | ф   | Шикарное приключение Шарпей    | Sharpay's Fabulous Adventure       | Роджер Элистон           |
| 2011      | тф  | Держись, Чарли, это Рождество! | Good Luck Charlie, It's Christmas! | Гейб Данкан              |
| 2013      | с   | Джесси                         | Jessie                             | Гейб Данкан              |
| 2013—2015 | с   | Могучие медики                 | Mighty Med                         | Каз                      |
| 2014      | тф  | —                              | Pants on Fire                      | Джек Паркер              |
| 2015      | с   | Тяжёлый случай                 | I Didn't Do It                     | доктор Скотт Габриэль    |
| 2016      | с   | Подопытные                     | Lab Rats                           | Каз                      |

## Награды
| Награды | Награды       | Награды                                                 | Награды     | Награды           | Награды   | Награды |
| Год     | Награды       | Категории                                               | Роль        | Кино / Шоу        | Результат | Ссылка. |
| ------- | ------------- | ------------------------------------------------------- | ----------- | ----------------- | --------- | ------- |
| 2011    | Молодой актер | Лучшие Показатели в телесериале Поддержка Молодой Актёр | Гейб Данкан | «Держись, Чарли!» | Номинация | [ 2 ]   |
| 2012    | Молодой актер | Лучшие Показатели в телесериале Поддержка Молодой Актёр | Гейб Данкан | «Держись, Чарли!» | Номинация | [ 3 ]   |